# 와랍주

와랍 주의 위치

와랍주(영어: Warrap)는 남수단을 구성하는 10개 주 가운데 하나로, 남수단 북서부에 위치한다. 주도는 쿠아조크이며 인구는 638,002명(2006년 기준), 면적은 31,027km2이다.

## 정부
현재의 주 헌법은 2008년에 제정되었다.

## 종교
로마 가톨릭교회를 비롯한 기독교나 애니미즘을 주로 신봉한다.